# The Golden Age of Ballooning
The Golden Age of Ballooning (englisch für ‚Das Goldene Zeitalter des Ballonfahrens‘) ist die erste Folge aus Staffel 4 der englischen Comedyserie Monty Python’s Flying Circus und wurde erstmals am 31. Oktober 1974 ausgestrahlt. Damit war es auch die erste Episode ohne John Cleese, der zuvor aus der Serie ausgestiegen war.
In den Sketchen der Episode, die als BBC-Dokumentarfilm aufgemacht ist, treten historische Luftfahrtpioniere wie die Gebrüder Montgolfier oder Ferdinand Graf von Zeppelin und daneben noch andere Persönlichkeiten auf, um aus den geschichtlichen Zusammenhängen heraus groteske Gags zum Besten zu geben.

## Inhalt

### The Beginnings
Ein Klempner (Michael Palin) erläutert während der Arbeit an einer Toilette, das titelgebende „Goldene Zeitalter des Ballonfahrens“ habe 1783 mit den Versuchen der Gebrüder Montgolfier begonnen. Sodann treten die Brüder selber in Erscheinung: Jacques (Eric Idle) und Joseph (Terry Jones) stehen am Fenster ihres Anwesens in Annonay und sind voller Hoffnung, mit dem Ballonaufstieg “just after Montesquieu and just before Mozart” (deutsch: „direkt nach Montesquieu und kurz vor Mozart“) in die Geschichtsbücher einzugehen. Als Jacques ankündigt, sich waschen zu wollen, nimmt das Gespräch eine absurde Wendung, in der sich Joseph schließlich beklagt, sich unzureichend gewaschen zu haben und der weniger reinliche der Montgolfiér-Brüder zu sein. Unterbrochen werden sie dabei von ihrem Butler O’Toole (Graham Chapman), der einen Besucher namens Bartlett ankündigt, den Namen aber stets falsch ausspricht (“Parfitt … Barklit … Barkit”) und anschließend von dem jeweils kurz zur Tür hereinschauenden Bartlett korrigiert wird. Als es ihm endlich gelingt, weist Joseph aber den Besucher zurück. Es folgt eine Trickfilmsequenz, in der zu einer Animation von zwei Männern, die sich in einem Waschtrog einen Boxkampf liefern, Details zum Waschgang der Brüder genannt werden.
Anschließend werden in einer Art Abspann groteske Merchandise-Artikel zur Dokumentation wie z. B. ein die Worte „The Golden Age of Ballooning“ quakender Frosch beworben und eine Geld- oder Haftstrafe für den Fall des Nichterwerbs angedroht.

### The Montgolfier Brothers in Love
In seinem Arbeitszimmer beklagt sich Antoinette (Carol Cleveland), die Geliebte von Joseph, über dessen Luftfahrtbegeisterung, die bereits extreme Züge angenommen hat. Selbst auf die Frage, ob sie ihm denn nichts bedeute, antwortet er ausweichend damit, er habe sie lieber als jedes Fluggerät, das schwerer als Luft ist. In den Annäherungsversuch platzt Jacques herein, der ankündigt, dass am Abend König Louis XIV. zu Gast sei. Die Nennung des Namens führt bereits zu Skepsis, ist der König doch eigentlich seit Jahren tot.
Bei der Ankündigung des Besuchs durch O’Toole versucht Mr. Bartlett erneut, sich Zugang zu verschaffen, wird aber erneut abgewiesen. Beim Aufeinandertreffen von Jacques und Louis herrscht aber betretenes Schweigen; Louis zeigt sich schwer von Begriff, als er auf seine Anreise aus Paris angesprochen wird, und spricht zudem mit starkem schottischen Akzent. Für weitere Aufregung sorgt der Butler, der relativ orientierungslos nicht in der Lage ist, dem augenscheinlich prominenten Gast Clairet zu servieren. Der plötzlich auftauchende und nur mit Badehaube und Handtuch bekleidete Joseph entlarvt allerdings Louis als Betrüger, indem er ihm das Todesjahr (1715) vorhält, woraufhin sich der Betrüger erst als Louis XV. († 1774) und dann schließlich als Louis XVI. ausgibt und mit dem Verweis darauf, als König mit wichtigeren Dingen als dem korrekten Zählen seines Namens beschäftigt zu sein, Joseph mit einem Kopfstoß außer Gefecht setzt. Während Jacques noch mit O’Toole beschäftigt ist, entwenden Louis und sein Gefolge die Planskizzen für den Heißluftballon und fliehen durch das Fenster in die Parkanlage. Mit einer erneuten Überleitung endet dieser Teil.

### The Great Day for France
Mitten in einer politischen Diskussionssendung, in der sich „Sir Dividends“ (Chapman) und „Lord Interest“ (Idle) über eine Wirtschaftskrise unterhalten, kündigt der Moderator der Sendung (Palin) die nächste Folge der Reihe an.
Am Hof des englischen Königs George III. (Chapman), der gerade von einem Diener (Idle) eine Kindergeschichte vorgelesen bekommt, kündigt sich der Betrüger unter dem Namen Louis XVIII. an, wird jedoch erneut wegen des falschen Namens abgewiesen und verschafft sich unter Gewaltanwendung Zugang zum Thronsaal, wo er zunächst den Vorleser mit dem König verwechselt, letzteren dann mit George IV. anredet und vorgibt, sich auf der langen Reise von Paris aus verzählt zu haben. Weiter wird der Plan des Betrügers offenbar: Er möchte die Ballonpläne an George III. verkaufen, dieser verlangt im Gegenzug, dass die französischen Truppen aus Nordamerika abgezogen werden müssen. Erneut taucht überraschend und wie zuvor mit dem Spruch “Just a moment!” Joseph Montgolfier in Badekleidung auf und bezeichnet Louis erneut als Betrüger. Allerdings streckt Louis den Erfinder erneut nieder. Daraufhin betritt das Gesangstrio „The Ronettes“ den Saal und singt eine von Neil Innes komponierte Hymne auf George III., woraufhin dieser klagt, er solle nicht vor dem Jahr 1800 verrückt werden.
Der Sketch setzt sich anschließend auf dem Anwesen der Montgolfiers fort, wo Antoinette und Jacques zurückgeblieben sind. Während Antoinette sich Sorgen um den seit sechs Monaten abwesenden Joseph und die Ballonpläne macht, versucht Jacques vergeblich, Antoinette zu einem Zungenkuss zu überreden. O’Toole ist immer noch mit der Suche nach den Clairet beschäftigt, seine Ankündigung, dass Mr. Bartlett gegangen sei, weil er nicht länger habe warten können, wird plötzlich mit frenetischem Applaus eines bisher nicht in Erscheinung getretenen Publikums gefeiert, was mit Verbeugungen und einer Wiederholung der Szene quittiert wird. Anschließend betreten zahlreiche Personen und die übrigen Schauspieler die Szene, um O’Toole mit Blumen und Glückwünschen zu gratulieren, dazu wird bereits der Abspann gezeigt.

### Party Political Broadcast behalf on the Norwegian Party
Nach einer erneuten Reklame für Werbeartikel folgt eine in fiktivem Norwegisch gehaltene Ansprache eines norwegischen Politikers (Idle), in der dieser zuerst die wirtschaftliche Entwicklung des Landes und anschließend die Vorzüge norwegischer Frauen preist. Anschließend wird eine Diskussion angekündigt, zu der auch Personen eingeladen werden, die nur rudimentär etwas mit Norwegen zu tun haben, etwa Mr. Brian Waynor, dessen Nachname ein Anagramm von „Norway“ ist, oder das Ehepaar Ford, deren Name sehr an die in Norwegen weit verbreiteten Fjorde erinnert.

### Ferdinand von Zeppelin: Pioneer of the Airship
Der als sechster Teil der Serie angekündigte Teil berichtet zunächst bei einem Familienporträt, dass Ferdinand von Zeppelin der Bruder von Barry Zeppelin (Jones) sei, des am wenigsten begabten der vierzehn Zeppelin-Brüder. In der folgenden Stummfilm-Sequenz bläst dieser immer größer werdende Ballons auf, die jedoch alle zu Boden fallen. Beim letzten Ballon entweicht dann die Luft aus diesem und bläst stattdessen Barry auf, der daraufhin als Ballon in die Luft aufsteigt.
Im Folgenden wird berichtet, das Jahr 1908 habe den entscheidenden Durchbruch für Ferdinand von Zeppelin gebracht. In der Gondel eines Luftschiffes sind unter den Klängen eines Streichquartetts zahlreiche Prominente versammelt. Als erster tritt Reichskanzler von Bülow (Palin) an von Zeppelin (Chapman) heran und bemerkt, der Zeppelin bringe Ballonfahren wieder in Mode (“This puts ballooning right back on the map!”). Von Zeppelin reagiert empört und betont lautstark, sein Luftfahrzeug sei kein Ballon, sondern ein Luftschiff. Als nächster fragt Alfred von Tirpitz (Jones) nach der Funktionsweise „dieses Ballons“. Erneut reagiert von Zeppelin ungehalten und stößt von Tirpitz mit den Worten “If you want to play with balloons, get outside!” aus der Tür des Luftschiffes. Es wird zum Wohnzimmer eines alten Ehepaares geschnitten, dessen Frau (Jones) mit Stricken beschäftigt ist, während der Mann (Palin), Helmut genannt, in Unterhose im Sessel sitzt und aus einem kulinarischen Wörterbuch vorliest. In die Szene herein bricht ein das ganze Haus erschütterndes Krachen.
Dann tritt Staatssekretär Hollweg (Idle) an den Erfinder heran und erkundigt sich nach dem Gerücht, von Zeppelin solle einen Ballon nach Bismarck benennen. Nachdem Zeppelin wütend zur Sprache bringt, das Luftfahrzeug sei ein Zeppelin und habe nichts mit Bismarck zu tun, stößt er auch Hollweg aus der Tür, was sich erneut im Haus von Helmut und seiner Frau niederschlägt. Bülow, der sich nach Hollweg erkundigt, wird ebenfalls hinausgeworfen, in einer folgenden Tricksequenz wird deutlich, dass dieses Schicksal noch einigen weiteren Personen widerfährt.
Anschließend schwenkt die Szene vollends zum Haus von Helmut. In einigen kuriosen Dialogen entdecken die beiden die in ihrem Salon liegenden Leichen und dass diese praktisch die gesamte Regierung des Deutschen Reichs darstellen. Sie fühlen sich dadurch geehrt und entschließen sich, die Leichen nach Arbeitsgebiet zu ordnen. Zum Ende werden aus dem Off die weitreichenden Konsequenzen des Geschehens erläutert: Die Brieftasche eines der fallenden Minister habe in Nijmegen eine junge Frau schwer verletzt, die dann den behandelnden Arzt geheiratet habe. Das Ehepaar wiederum stelle schließlich die Großeltern von Mike Henderson, dem Produzenten von „The Golden Age of Ballooning“ dar. Die dabei erwähnten Personen werden durch altertümliche Nacktfotografien dargestellt.
Während des endgültigen Abspanns wird zunächst der Titel „The Golden Age of Ballooning“ durch „The Golden Age of Colonic Irrigation“ (dt.: „Das Goldene Zeitalter der Dickdarm-Einläufe“) ersetzt, anschließend wird die Namensauflistung aus dem „Norwegian Party“-Sketch fortgesetzt. Schließlich wird zu dem Bild eines Paares aus der Viktorianischen Ära der Titel „The Mill on the Floss, Part I: Ballooning“ (dt.: „Die Mühle am Floss, Teil I: Ballonfahren“) eingeblendet.

## Historische Anmerkungen
Obgleich es sich bei „The Golden Age of Ballooning“ um eine Satire handelt, sind einzelne historische Zusammenhänge korrekt wiedergegeben:
- Geburtsjahr und -ort Ferdinand von Zeppelins werden korrekt wiedergegeben.
- Das Jahr 1908 war tatsächlich für von Zeppelin als Erfolg zu werten, die Fahrten des Luftschiffs LZ 3 veranlassten Kaiser Wilhelm II. dazu, von Zeppelin als „größten Deutschen des 20. Jahrhunderts“ zu bezeichnen.
- Ebenso war Theobald von Bethmann Hollweg 1908 tatsächlich Staatssekretär des Innern, und Bernhard von Bülow bekleidete das Amt des Reichskanzlers.

Andere Aspekte sind dagegen verfälscht dargestellt:
- Der erste Ballonaufstieg der Gebrüder Montgolfier fand nicht am 7. Juni 1783 statt, sondern schon am 4. Juni, wenn auch unbemannt.
- Der Staatssekretär des Reichskolonialamtes war nicht, wie von Frau Helmut behauptet, dem Innenministerium unterstellt, sondern eigenständig tätig und zuvor dem Auswärtigen Amt untergeordnet gewesen. Möglicherweise liegt aber in der Behauptung, Kolonialverwaltung falle unter die Innenpolitik, eine Anspielung auf den Imperialismus vor.